# Långtjärnen (Ådals-Lidens socken, Ångermanland, 704545-154621)
Långtjärnen är en sjö i Sollefteå kommun i Ångermanland och ingår i Ångermanälvens huvudavrinningsområde.